# Волновод
Волново́д — искусственный или естественный направляющий канал, в котором может распространяться волна. При этом поток мощности, переносимый волной, сосредоточен внутри этого канала или в области пространства, непосредственно примыкающей к каналу.
По природе распространяющихся волн различают электромагнитные и акустические волноводы. Частным случаем первых являются оптоволоконные линии передачи. Наиболее часто под термином «волновод» подразумеваются металлические трубки, предназначенные для передачи энергии электромагнитных волн диапазонов СВЧ и КВЧ. Такой волново́д — линия передачи, имеющая одну или несколько проводящих поверхностей, с поперечным сечением в виде замкнутого проводящего контура, охватывающего область распространения электромагнитной энергии. В акустике, волноводами служат рупорные звукоизлучатели музыкальных инструментов и динамиков, а также металлические элементы особой формы, проводящие ультразвук и используемые в ультразвуковой обработке.

## Историческая справка
Впервые конструкция для передачи волн была предложена английским физиком Джозефом Джоном Томсоном в 1893 году, а первым её принцип экспериментально проверил английский физик и изобретатель Оливер Лодж в 1894 году. Первым математический анализ хода электромагнитных волн в металлическом цилиндре выполнил британский физик и механик Лорд Рэлей в 1897 году. В процессе тщательного изучения звуковых волн (поверхностных акустических волн) Лорд Рэлей опубликовал полный математический анализ принципа их распространения в своём фундаментальном исследовании «Теория звука».
В дальнейшем, в 20-е годы двадцатого века началось изучение диэлектрических волноводов (в том числе и оптических волокон). Несколько учёных, среди которых наиболее известными являлись британский физик и механик Рэлей, немецкий физик-теоретик и математик Зоммерфельд, а также нидерландский физик Дебай. Фундаментальные исследования привели к тому, что в 1960-е годы оптоволокна стали привлекать к себе особое внимание в связи с открывающимися возможностями их использования для передачи данных и обеспечения связи.

## Типы волноводов

### Экранированные

Графическое представление напряжённости магнитного поля распространяющейся электромагнитной волны внутри прямоугольного металлического волновода

Экранированные волноводы имеют хорошо отражающие стенки для распространяющейся в нём волны, благодаря чему поток мощности волны сосредоточен внутри волновода. Как правило, такие волноводы выполнены в виде полых или заполненных средой со специально подобранными параметрами трубок. Поперечное сечение этих трубок имеет форму окружности, эллипса, прямоугольника, что связано с большей конструктивной простотой, хотя для специальных целей используются волноводы и с другими формами поперечного сечения. Чтобы волна по мере распространения в волноводе не отражалась в обратном направлении, волновод выполняют регулярным: форма и размеры поперечного сечения, а также физические свойства материалов должны быть постоянны вдоль длины волновода. Поскольку волна отражается от стенок экранированного волновода, то в поперечном направлении возникает стоячая волна с определённым составом мод.
Для передачи электромагнитных волн используются металлические трубки, полые или заполненные диэлектриком. Также используются коаксиальные и многожильные экранированные кабели, которые относят к проводным линиям передачи. Термин «радиочастотный волновод» (англ. radiofrequency guide, обозначение RG) подчёркивает назначение и отличие от проводных линий передачи постоянного тока и тока промышленной частоты, а также от низкочастотных коммуникационных кабелей. Металлические волноводы и коаксиальные кабели со сквозными отверстиями-щелями в экране служат для построения волноводно-щелевых антенн и излучающих кабелей.
К экранированным волноводам относят также акустические волноводы, это трубы с достаточно жёсткими стенками, например, металлические или пластмассовые. В таких волноводах акустические колебания распространяются в газе, наполняющем волновод, как правило, в воздухе. Ранее широко применялись на судах и кораблях под названием «переговорные трубы».
Практически все типы волноводов можно рассматривать как разновидности длинных линий передачи, то есть таких, длина которых существенно превышает длину распространяющейся в них волны.

### Неэкранированные
В открытых (неэкранированных) волноводах локализация поля обычно обусловлена явлением полного внутреннего отражения от границ раздела двух сред (в волноводах диэлектрических и оптоволоконных световодах), либо от областей с плавно изменяющимися параметрами среды (например, ионосферный волновод, атмосферный волновод, подводный звуковой канал, градиентное оптоволокно). Поле локализуется преимущественно внутри специально предназначенной для этого области поперечного сечения волновода и быстро убывает за пределами этой области. Благодаря этому волна канализируется в волноводе. Открытые планарные волноводы оптического диапазона используются для построения различных интегральных оптоэлектронных устройств.
Акустические открытые волноводы служат основой устройств на поверхностных акустических волнах, в таких волноводах ультразвуковая волна распространяется вдоль границы раздела сред с различными акустическими свойствами.

## Свойства волноводов
В волноводах, как в системах с распределёнными параметрами, возможно существование дискретного (при не очень сильном поглощении) набора (ансамбля) типов колебаний (мод), каждый тип колебаний распространяется со своими фазовыми и групповыми скоростями. Все моды обладают дисперсией, то есть их фазовые скорости зависят от частоты и отличаются от групповых скоростей.
В экранированном волноводе фазовые скорости обычно превышают скорость распространения плоской однородной волны в заполняющей среде (скорость света, скорость звука), эти волны называются быстрыми. При неполном экранировании они могут просачиваться сквозь стенки волновода, переизлучаясь в окружающее пространство. Это так называемые утекающие волны. В открытых волноводах, как правило, распространяются медленные волны, амплитуды которых быстро убывают при удалении от направляющего канала.
Каждая мода характеризуется предельной частотой {\displaystyle \omega _{k}} , называемой критической; мода может распространяться и переносить вдоль волновода поток энергии только на частотах {\displaystyle \omega }, превышающих {\displaystyle \omega _{k}}. Однако в некоторых случаях (многопроводные линии передачи, полые акустические волноводы) существуют моды, для которых {\displaystyle \omega _{k}=0}, их называют главными или квазистатическими.
При больших {\displaystyle \omega } волновод становится сверхразмерным (поперечные размеры волновода значительно превышают длину волны): тогда в нём одновременно может распространяется множество мод, которые при определённых соотношениях между амплитудами и фазами могут группироваться в бегущие вдоль волновода сгустки. В предельном случае, в волноводе образуется стоячая волна с узлами и пучностями, например, для акустических волноводов — узлы акустического давления. В узлах стенки можно убрать, заменив сплошную трубу последовательно расставленными отражателями. Такие, а также аналогичные им линзовые системы классифицируют как квазиоптические волноводы или квазиоптические линии передачи.

## Применение волноводов

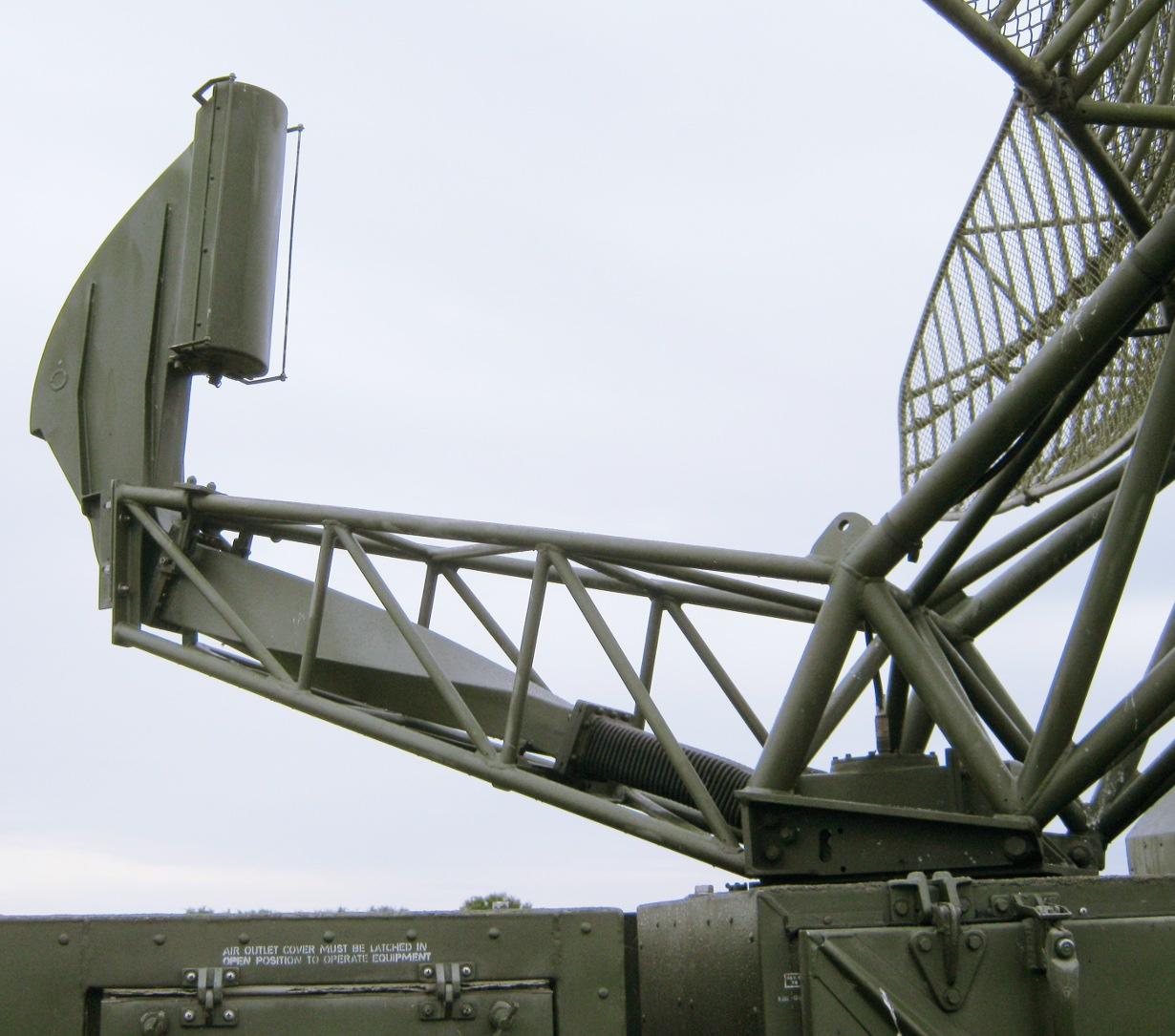
Прямоугольные волноводы — гибкий и жёсткий — передают СВЧ-излучение к рупорному облучателю антенны военного радара

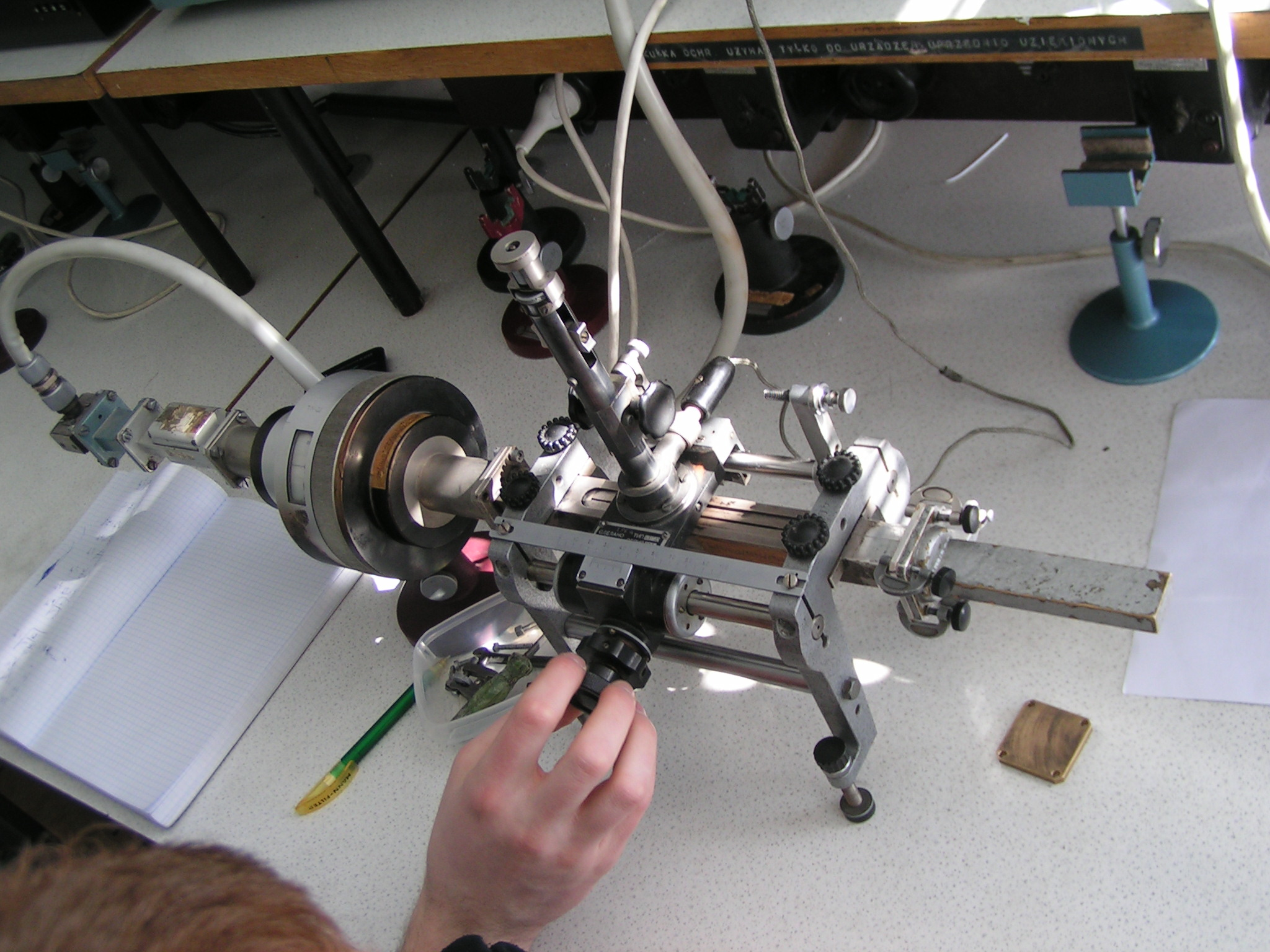
Волноводная измерительная линия

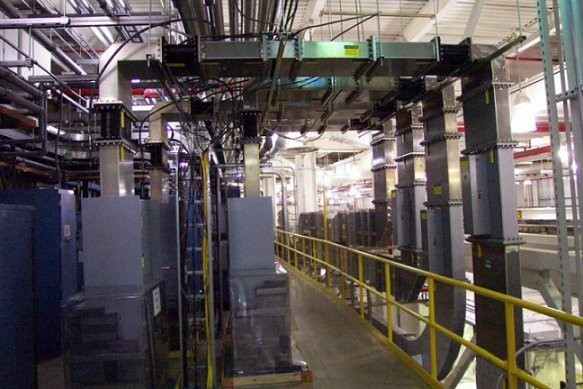
Система радиочастотных волноводов ускорителя Арагонской Национальной лаборатории

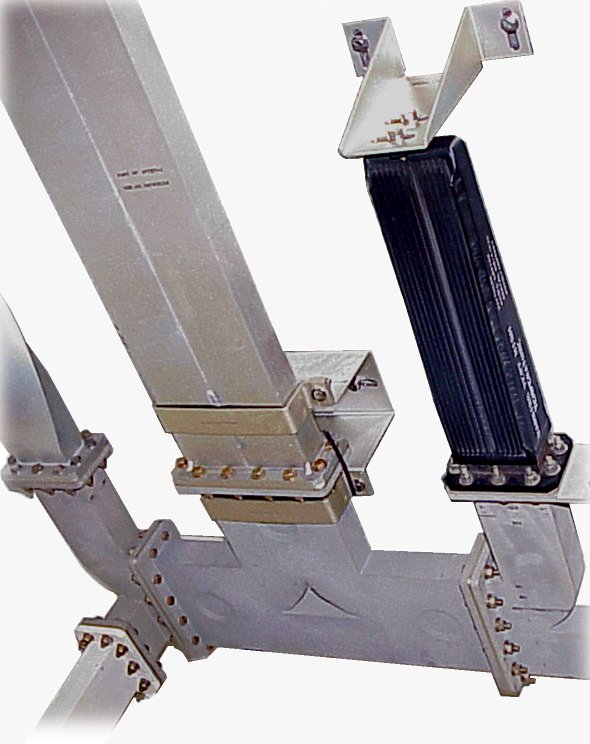
Волноводный узел с направленным ответвителем — элемент радиолокационной станции управления воздушным движением

Радиочастотные электрические волноводы (к которым относятся коаксиальные кабели, полые металлические волноводы и др.) широко применяются в радиотехнике, в том числе, в средствах радиосвязи, радиолокационных станциях, технике для ускорения элементарных частиц. В бытовой микроволновой печи через полый металлический радиоволновод энергия от магнетрона, являющегося источником электромагнитных волн, поступает в камеру для разогрева.
Оптоволокно, являющееся волноводом для оптического излучения, используют для передачи света и сигналов на дальние расстояния с малой потерей мощности и в широком диапазоне длин волн. Конструктивно схожие с оптоволокном диэлектрические волноводы используются в диапазоне СВЧ.
Акустические волноводы (переговорные трубы) применяются и на современных судах и кораблях, дублируя электронные переговорные устройства при их отказе. Ультразвуковые волноводы на поверхностных акустических волнах, выполненные по интегральной технологии и работающие на частотах в сотни МГц и более, применяются в устройствах функциональной электроники для обработки радиосигналов (задержка, частотная фильтрация, согласованные фильтры, фурье-анализ и др.).